# Vatica elliptica
Espèce
Classification phylogénétique
Statut de conservation UICN

 CR A1cd, C2a : 
En danger critique
 Vatica elliptica est une espèce de plantes à fleurs de la famille des Dipterocarpaceae. C'est un arbre sempervirent des Philippines.

## Répartition
Endémique aux forêts du Mont Kaladis aux Philippines.

## Préservation
Espèce en danger critique d'extinction. Cet arbre n'a été revu que deux fois en 1998.